# نريمان نريمانوف
نريمان نريمانوف (الاسم كاملًا: ناريمان كربلائي نجف أوغلو ناريمانوف)(بالأذربيجانية: Nəriman Nəcəf oğlu Nərimanov) - كاتب مسرحي وممثل أذربيجاني بارز في الأدب الأذربيجاني، شخص اجتماعي وسياسي، طبيب، المفوض العام الأول لجمهورية أذربيجان الاشتراكية السوفيتية، رئيس اللجنة الثورية لجمهورية أذربيجان الاشتراكية السوفيتية، الرئيس الأول لمجلس مفوضي الشعب في جمهورية أذربيجان الاشتراكية السوفيتية، الرئيس الأول من جمهورية ما وراء القوقاز الاشتراكية السوفيتية للجنة رئاسة اللجنة التنفيذية المركزية لاتحاد الجمهوريات الاشتراكية السوفيتية.

## سيرته
ولد نريمان نريمانوف في مدينة تبليسي، في 1870. أتم المرحلة الثانوية في ندوة غوري عام1890.
عام 1908 تخرج من كلية الطب بجامعة نووروسيا (أوديسا).
```
دخل إلى رأسة لمنظمة «حمات» الاشتراكية الديموقراطية، وترجم مذكرة للحزب الديمقراطي الاشتراكي الروسي (
البلاشفة
) إلى 
لغة أذرية
.
[
2
]
```

في عام 1909 واقتيد إلى استراخان. وعاد إلى باكو في 1913.
و قد في 1917، كان نريمان نريمانوف رئيسا اللجنة المركزية لمنظمة «حمات»، وعضوا في لجنة باكو، محرر رئيس لصحيفة «حمات».
في 28 أبريل، عام 1920، بعد انهيار الجمهورية الديمقراطية الأذربيجانية، وبعد إعلان جمهورية أذربيجان الاشتراكية السوفيتية، تولى نريمانوف منسب رئيسا في اللجنة الثورية المؤقتة لجمهورية أذربيجان الاشتراكية السوفيتية.
بعد تشكيل الاتحاد السوفيتي في عام 1922، تم انتخاب نريمان نريمامنوف واحد من رؤساء اللجنة التنفيذية المركزية لاتحاد الجمهوريات الاشتراكية السوفيتية.
توفي نريمان ناريمانوف بشكل غامض في عام 1925 ودفن في موسكو بالقرب من جدران الكرملين.

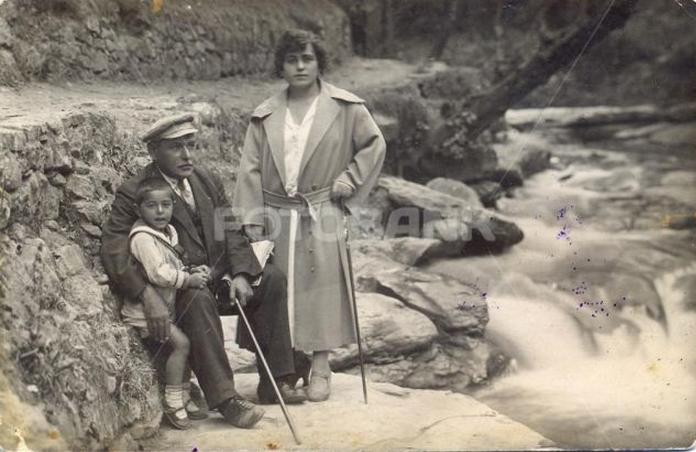
نريمان ناريمانوف مع زوجته و إبنه

## أسرته
في عام 1915 تزوج ناريمان ناريمانوف من جولسوم هانم (1900-1953).
منذ 8 مارس 1914، كرس الشاعر عبد الله شائق في قصيدة لخطوبان نريمان وجولسوم هانم.
في 2 ديسمبر 1919 ، ولد ابنا لزوجين، باسم نجاف.

## أعماله

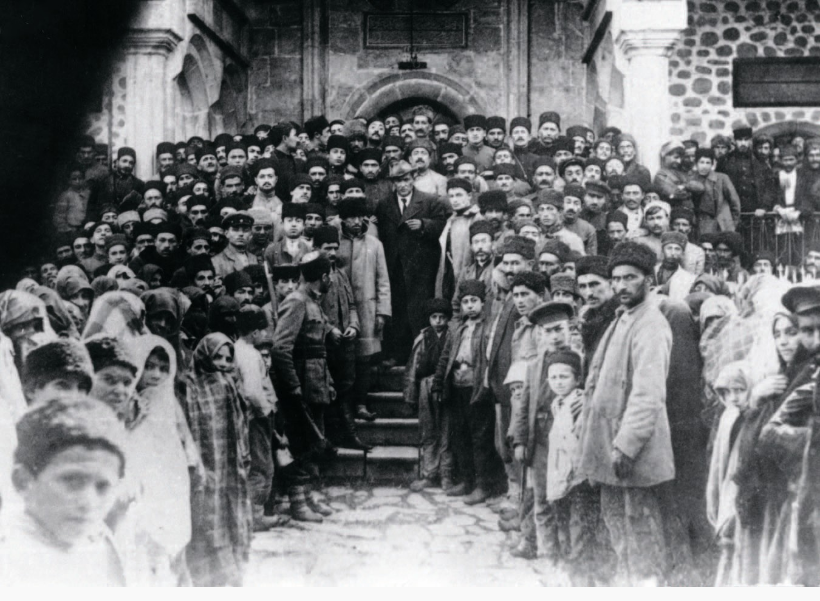
نريمان ناريمانوف في مدينة شوشا، عام 1920

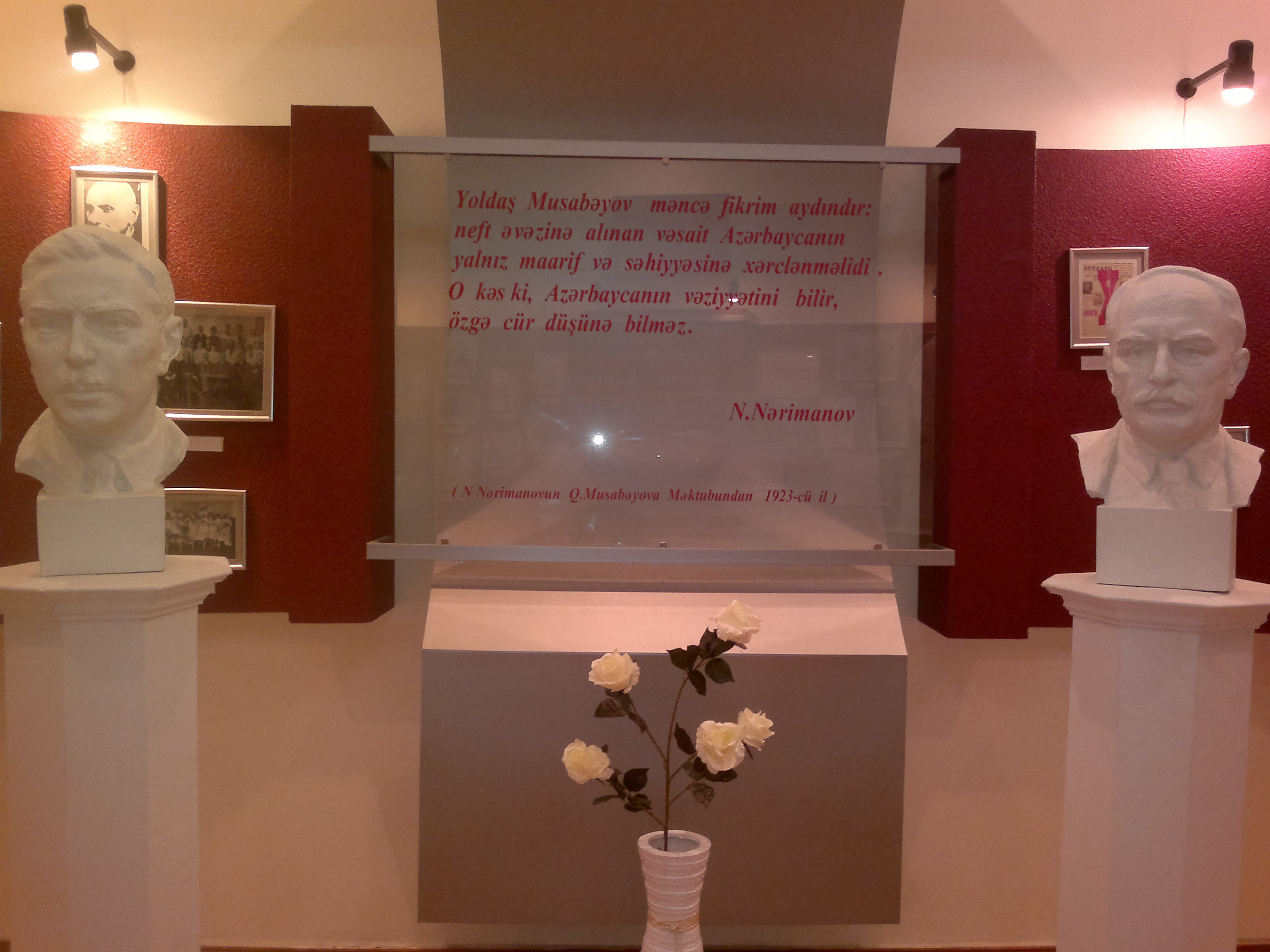
رسالة ناريمانوف إلى موسابايوف

- بهادير وسونا (1896-1908)
- نادر الشاه (1899)
- بير (1913)
- الطب والإسلام (1910)
- السل
- التراخوما[4]

## أفلام حوله
- «دفن ناريمان ناريمانوف» (فيلم،1925)
- «ناريمان ناريمانوف» (فيلم،1966)
- «ناريمان ناريمانوف» (فيلم،1972)

## رواق

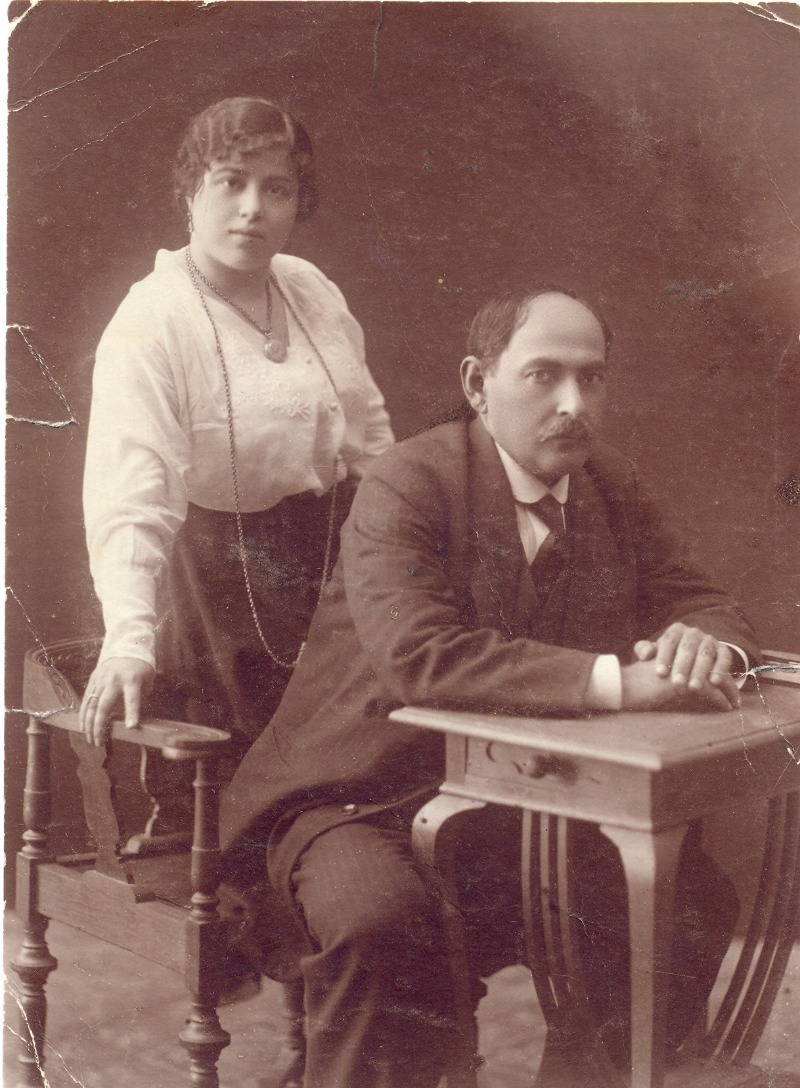
ناريمانوف و زوجته جولسوم هانم، عام 1915
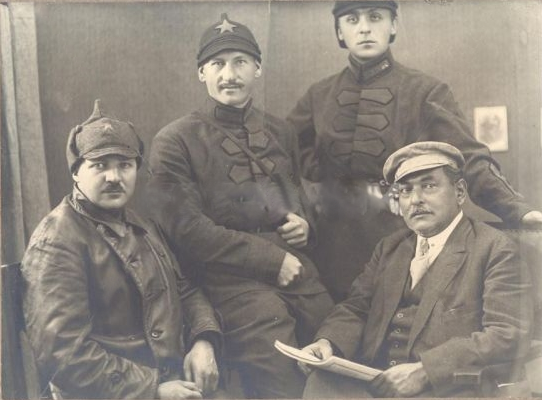
ناريمانوف مع قادة الجيش الأحمر الحادي عشر في 1920
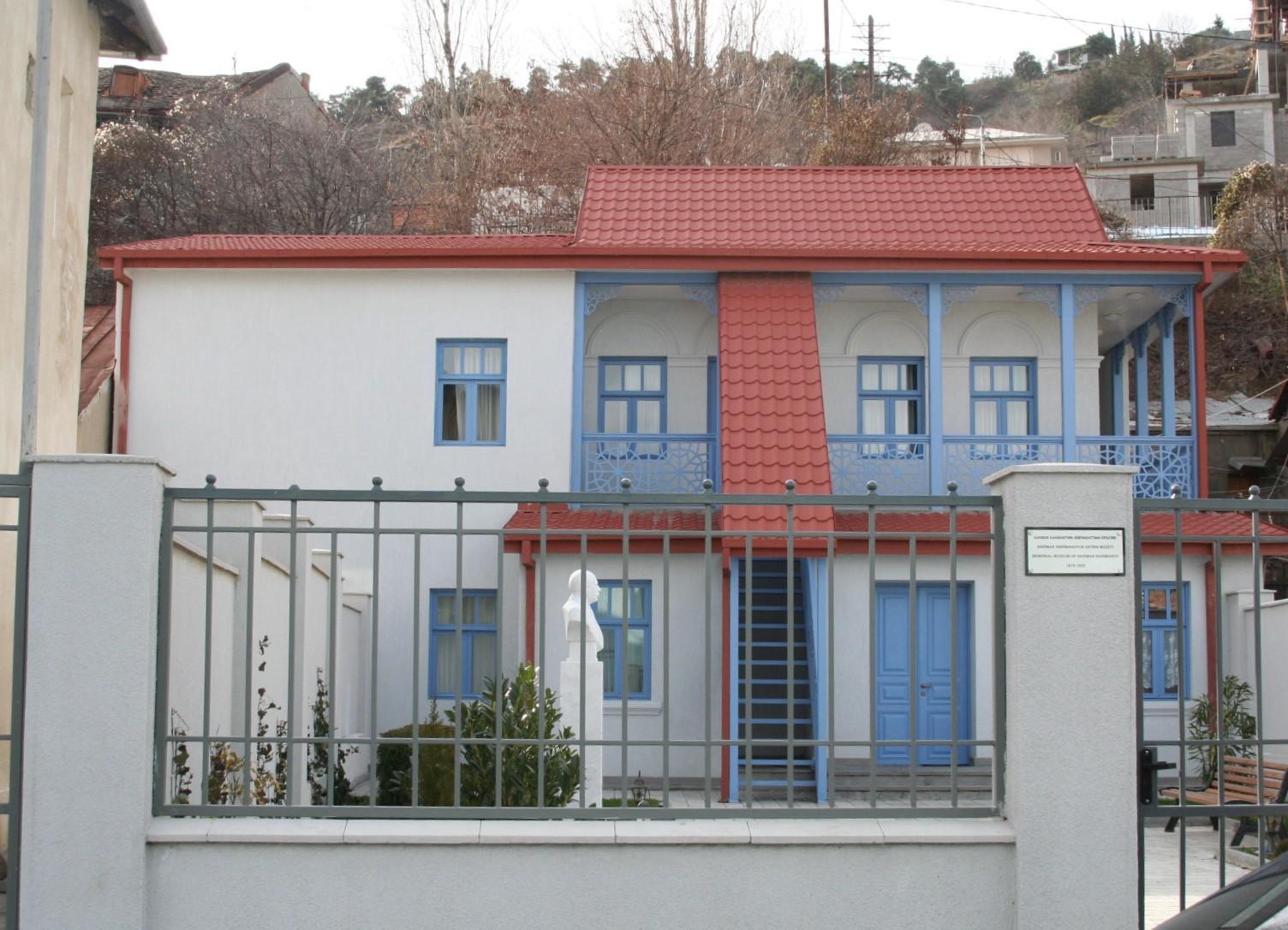
بيته متحف ناريمان ناريمانوف في تبليسي
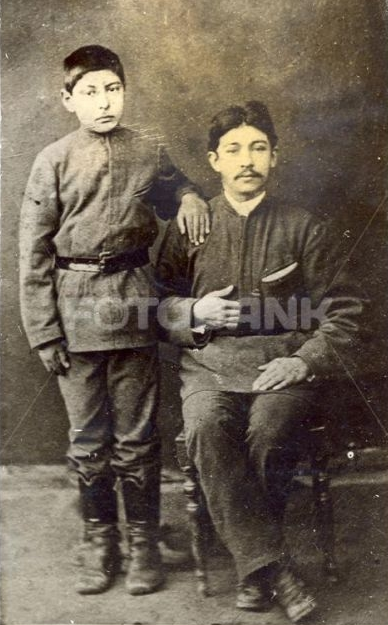
ناريمان ناريمانوف في طفولته
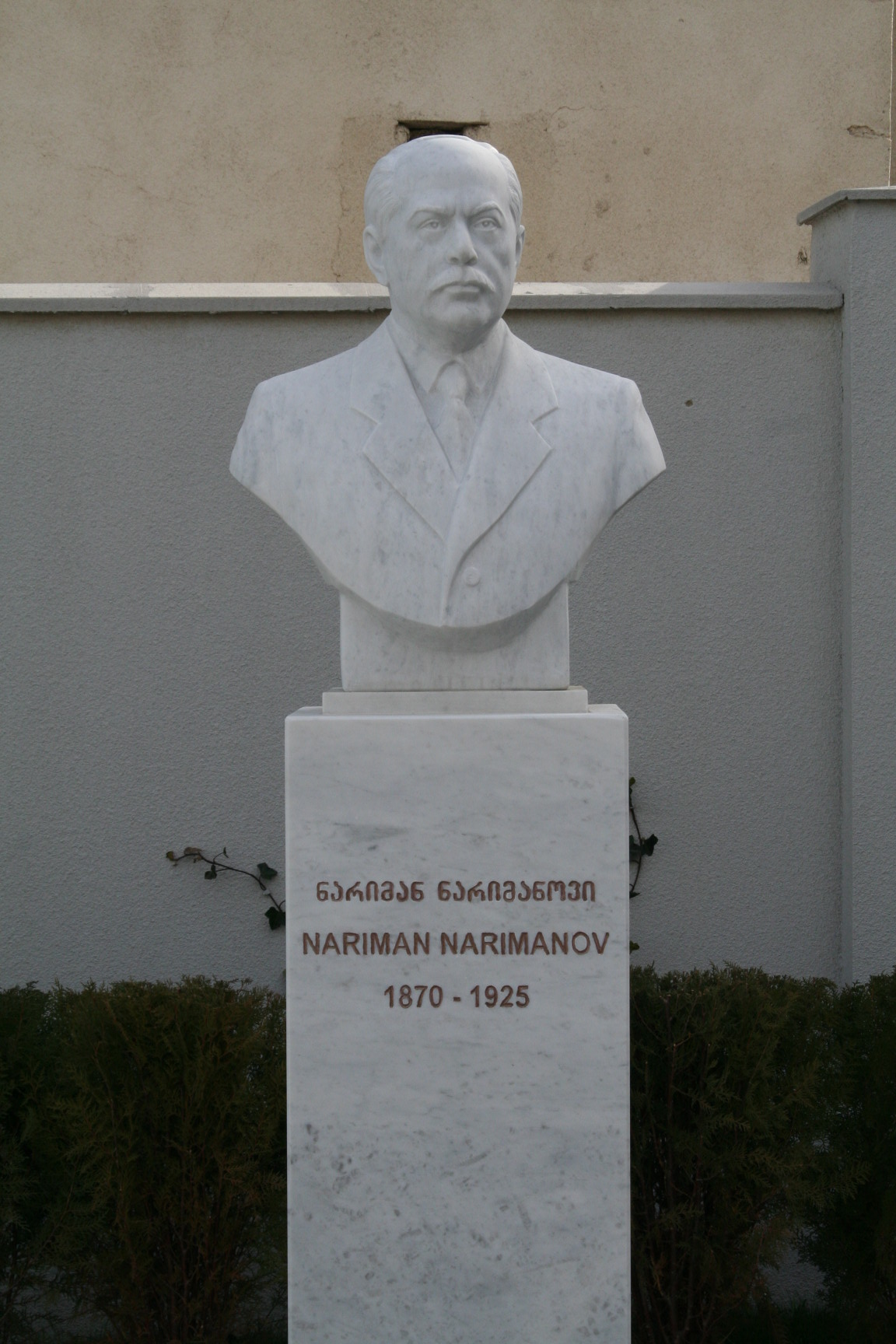
تمثال نريمان نريمانوف في تبليسي